# Tom Everett Scott
Tom Everett Scott (East Bridgewater, Massachusetts, 1970. szeptember 7. –) amerikai színész.
Fontosabb alakításai voltak a Nyomul a banda (1996), az Egy amerikai farkas Párizsban (1997), a Brókerarcok (2000) és a Férjhez mész, mert azt mondtam (2007) című filmekben.
2009–2013 között a Terepen című bűnügyi drámasorozatban játszotta Russell Clarke nyomozót. Feltűnt a Vészhelyzet, a Z, mint zombi, a Sikoly és a 13 okom volt epizódjaiban is.

## Filmográfia

### Film
| Év   | Magyar cím                           | Eredeti cím                             | Szerep              | Magyar hang      |
| ---- | ------------------------------------ | --------------------------------------- | ------------------- | ---------------- |
| 1996 | Nyomul a banda                       | That Thing You Do!                      | Guy Patterson       | Rékasi Károly    |
| 1997 | Egy amerikai farkas Párizsban        | An American Werewolf in Paris           | Andy McDermott      |                  |
| 1998 | Életem értelme                       | One True Thing                          | Brian Gulden        | Kaszás Gergő     |
| 1998 | Egy hulla a szobatársam              | Dead Man on Campus                      | Josh Miller         | Markovics Tamás  |
| 1998 | Egy hulla a szobatársam              | Dead Man on Campus                      | Josh Miller         | Szatory Dávid    |
| 1998 | Véres folyó                          | River Red                               | Dave Holden         |                  |
| 1999 | Szerelmes levelek                    | The Love Letter                         | Johnny Howell       | Crespo Rodrigo   |
| 1999 |                                      | Top of the Food Chain                   | Guy Fawkes          |                  |
| 2000 |                                      | Attraction                              | Garrett             |                  |
| 2000 | Brókerarcok                          | Boiler Room                             | Michael Brantley    | Lippai László    |
| 2002 | Buliszerviz                          | Van Wilder                              | Elliot Grebb        | Kapácsy Miklós   |
| 2005 | Érzékiség                            | Sexual Life                             | Todd                | Csőre Gábor      |
| 2006 | Nagypályás kiskutyák                 | Air Buddies                             | Buddy (hangja)      | Beratin Gábor    |
| 2007 | Férjhez mész, mert azt mondtam       | Because I Said So                       | Jason Grant         | Hevér Gábor      |
| 2008 | Hókölykök                            | Snow Buddies                            | Buddy (hangja)      | Varga Gábor      |
| 2009 | A Boszorkány-hegy                    | Race to Witch Mountain                  | Matheson            | Varga Gábor      |
| 2009 |                                      | Tanner Hall                             | Gio                 |                  |
| 2009 |                                      | Glock (rövidfilm)                       | Glock               |                  |
| 2011 | Anyát a Marsra                       | Mars Needs Moms                         | Milo apja (hangja)  | Rajkai Zoltán    |
| 2012 | Szülői felügyelet nélkül             | Parental Guidance                       | Phil Simmons        | Anger Zsolt      |
| 2012 | Karácsonyi kutyabalhé 2. – A kölykök | Santa Paws 2: The Santa Pups            | Santa Paws (hangja) | Csankó Zoltán    |
| 2013 | Közeli ellenség                      | Enemies Closer                          | Henry Taylor        | Hujber Ferenc    |
| 2015 | Bátrak városa                        | Bravetown                               | Jim                 | Debreczeny Csaba |
| 2015 |                                      | Forever                                 | Fred                |                  |
| 2016 | Kaliforniai álom                     | La La Land                              | David               | Rékasi Károly    |
| 2016 |                                      | Vanished – Left Behind: Next Generation | Damon               |                  |
| 2017 | Az utolsó szó                        | The Last Word                           | Ronald Odom         | Király Adrián    |
| 2017 | A nagy kiruccanás                    | Diary of a Wimpy Kid: The Long Haul     | Frank Heffley       | Csőre Gábor      |
| 2018 |                                      | Collusions                              | Martin              |                  |
| 2018 |                                      | Back Roads                              | Brad Mercer         |                  |
| 2018 |                                      | I Hate Kids                             | Nick Pearson        |                  |
| 2020 |                                      | Clouds                                  | Rob Sobiech         |                  |
| 2020 |                                      | Sister of the Groom                     | Ethan               |                  |
| 2021 | Ott rám találsz                      | Finding You                             | Montgomery Rush     |                  |
| 2023 | A nagy ők                            | One True Loves                          | Michael             | Harcsik Róbert   |

### Televízió

#### Tévéfilm
| Év   | Magyar cím                         | Eredeti cím                                | Szerep                        | Magyar hang      |
| ---- | ---------------------------------- | ------------------------------------------ | ----------------------------- | ---------------- |
| 1999 | Majomper                           | Inherit the Wind                           | Bertram Cates                 | Debreczeny Csaba |
| 2004 | Karácsonyi rémek                   | Karroll's Christmas                        | Allen Karroll                 | Rajkai Zoltán    |
| 2005 | Ki voltál, lányom?                 | Surrender Dorothy                          | Adam                          | Varga Gábor      |
| 2010 | Az ördög könnycseppje              | The Devil's Teardrop                       | Parker Kincaid                | Széles Tamás     |
| 2011 |                                    | Bad Mom                                    | Ted Lacey                     |                  |
| 2013 | A függetlenség ünnepe              | Independence Daysaster                     | Sam Garsette                  |                  |
| 2013 |                                    | Bloodline                                  | Dr. Christopher Benson        |                  |
| 2014 | Rádtalál a szerelem Sugarcreekben  | Love Finds You in Sugarcreek, Ohio         | Joe Matthews / Micah Matthias |                  |
| 2016 |                                    | Sister Cities                              | Barton Brady rendőrfőnök      |                  |
| 2017 |                                    | Christmas Connection                       | Jonathan Murphy               |                  |
| 2021 | Kezdd újra, Benedict               | Rise and Shine, Benedict Stone             | Ben Stone                     |                  |
| 2021 | A jó apa: A Martin MacNeill sztori | The Good Father: The Martin MacNeill Story | Martin MacNeill               | Csankó Zoltán    |
| 2022 |                                    | Dolly Parton's Mountain Magic Christmas    | Sam Heskel                    |                  |

#### Sorozat
| Év        | Magyar cím                           | Eredeti cím                    | Szerep                                    | Megjegyzések                           |
| --------- | ------------------------------------ | ------------------------------ | ----------------------------------------- | -------------------------------------- |
| 1993–2009 | Esküdt ellenségek                    | Law & Order                    | Charles Wilson / Donald Shalvoy kormányzó | 5 epizód                               |
| 1994      |                                      | CBS Schoolbreak Special        | Matt Hansen                               | 1 epizód                               |
| 1995–1997 |                                      | Grace Under Fire               | Matthew                                   | 5 epizód                               |
| 2000–2001 |                                      | The $treet                     | Jack T. Kenderson                         | 12 epizód                              |
| 2001–2002 |                                      | Philly                         | Will Froman                               | 22 epizód                              |
| 2002–2003 | Játszd újra, Joel!                   | Do Over                        | felnőtt Joel Larsen (hangja)              | 13 epizód stáblistán nincs feltüntetve |
| 2002–2003 | Vészhelyzet                          | ER                             | Eric Wyczenski                            | 8 epizód                               |
| 2003      | Will és Grace                        | Will & Grace                   | Alex                                      | 1 epizód                               |
| 2004      | Az igazság ligája: Határok nélkül    | Justice League Unlimited       | Booster Gold (hangja)                     | 1 epizód                               |
| 2005      | Felpolcolva                          | Stacked                        | Gavin P. Miller                           | 1 epizód                               |
| 2006      |                                      | Saved                          | Wyatt Cole                                | 13 epizód                              |
| 2008      | Divatdiktátorok                      | Cashmere Mafia                 | Jack Cutting                              | 3 epizód                               |
| 2008–2009 | Kemény motorosok                     | Sons of Anarchy                | Rosen                                     | 3 epizód                               |
| 2009      | Batman: A bátor és a vakmerő         | Batman: The Brave and the Bold | Booster Gold (hangja)                     | 8 epizód                               |
| 2009–2013 | Terepen                              | Southland                      | Russell Clarke nyomozó                    | 17 epizód                              |
| 2012      |                                      | GCB                            | Andrew Remington                          | 3 epizód                               |
| 2014      | A szépség és a szörnyeteg            | Beauty and the Beast           | Sam Landon                                | 5 epizód                               |
| 2014      | Z, mint zombi                        | Z Nation                       | Charles Garnett                           | 6 epizód                               |
| 2015      | Hogyan ússzunk meg egy gyilkosságot? | How to Get Away with Murder    | Andrew Crawford atya                      | 1 epizód                               |
| 2015      | Gyilkos elmék                        | Criminal Minds                 | Greg Sullivan                             | 1 epizód                               |
| 2015–2016 | Sikoly                               | Scream                         | Kevin Duval                               | 6 epizód                               |
| 2015–2016 | Az Uralkodónő                        | Reign                          | William Cecil                             | 6 epizód                               |
| 2016      | Sherlock és Watson                   | Elementary                     | Henry Baskerville                         | 1 epizód                               |
| 2017–2018 | 13 okom volt                         | 13 Reasons Why                 | Mr. Down                                  | 8 epizód                               |
| 2017–2019 |                                      | I'm Sorry                      | Mike Warren                               | 20 epizód                              |
| 2019      | Isten belájkolt                      | God Friended Me                | Paul Levine                               | 1 epizód                               |
| 2020      | Haver gyógyító ereje                 | The Healing Powers of Dude     | Marvin Ferris                             | főszereplő                             |
| 2020      |                                      | Council of Dads                | Scott Perry                               | 4 epizód                               |
| 2022–     | A nyár, amikor megszépültem          | The Summer I Turned Pretty     | Adam Fisher                               | állandó szereplő                       |

## Fordítás
- Ez a szócikk részben vagy egészben  a   Tom Everett Scott című angol Wikipédia-szócikk ezen változatának fordításán alapul.  Az eredeti cikk szerkesztőit annak laptörténete sorolja fel. Ez a jelzés csupán a megfogalmazás eredetét és a szerzői jogokat jelzi, nem szolgál a cikkben szereplő információk forrásmegjelöléseként.